# 苏阿斯特
苏阿斯特（法語：Souastre）是法国北部-加来海峡大区加来海峡省的一个市镇，属于阿拉斯区帕桑纳尔图瓦县。该市镇2009年时的人口为379人。

## 人口
苏阿斯特人口变化图示
| 数据来源：INSEE |